# Pietro Tamburini
Pietro Tamburini (1 de gener de 1737, Brescia - 14 de març de 1827, Pavia) fou un teòleg, sacerdot catòlic i jurista italià que adoptà les doctrines jansenistes i gal·licanes. Fou el teòleg del Sínode de Pistoia de 1786 i és considerat una de les figures més importants del jansenisme italià.

## Biografia

### Origen i formació
Pietro Tamburini nasqué al si d'una família de Brescia, el seu pare, Giovanni Battista, era comerciant, però caigué pràcticament en la ruïna quan Pietro era un nen, per això la seva primera formació la rebé gràcies a l'ajut d'alguns monjos de la seva ciutat. Després estudià filosofia al seminari de la Paz dels filipins, on conegué el religiós teatí Scarella, d'orientació jansenista. Fortament influenciat de l'alt nivell intel·lectual i espiritual del seminari, en acabar els estudis de filosofia va decidir seguir la carrera elcesiàstica. Estudià la teologia amb els dominics i fou ordenat sacerdot el 1760.
Amb la protecció del cardenal Giovanni Molin, fou nomenat professor de metafísica i de teologia dogmàtica al seminari de Brescia. El favor durà fins quan el 1771 publicà un petit llibre sobre la gràcia, on atacava els jesuïtes amb una sèrie d'arguments teològics, aconseguint amb això que el cardenal Molin el retirés de la càtedra el 1772.

### Roma i el cercle jansenista
Tamburini es traslladà a Roma el 1773, on, amb l'ajuda del cardenal Marefoschi, obtingué el càrrec de prefecte dels estudis del Col·legi Irlandès. A Roma estant, formà part del cercle dels jansenistes, on conegué els principals representants d'aquest corrent a Itàlia: Giovanni Gaetano Bottari, Pier Francesco Foggini, Scipione de'Ricci, Cristoforo Amaduzzi, Paolo del Mare o Francesco Alpruni. Durant les reunions del cercle, que prengué el nom de Circolo dell'Archetto, Tamburini tingué l'oportunitat de llegir diversos assajos de caràcter filosòficoteològic que després arribaren a ser publicats.
Quan va morir el papa Climent XIV, la política pontifícia del seu successor, Pius VI, era clarament antijansenista, per la qual cosa els membres del cercle tingueren molts problemes per continuar amb llurs reunions. Tamburini romangué a la ciutat amb l'ajuda dels bisbes irlandesos i mantenint la càtedra al col·legi.

### Docent a Pavia
Amb l'ajuda de Giuseppe Zola, convençut jansenista i amic de Tamburini, fou cridat per l'emperadriu Maria Teresa d'Àustria a ocupar la càtedra de teologia moral a la Universitat de Pavia, el 1779. Ocupà també el càrrec de prefecte dels estudis del col·legi austrohongarès i publicà nombrosos texts com a resultat de les seves lliçons universitàries, entre els quals destaquen el seu sosteniment teòric a l'activitat político-religiosa dels Absburg.
Tamburini arribà a ser rector magnífic de la Universitat de Pavia en dues ocasions, la primera el 1783 i la segona el 1790.

### El Sínode de Pistoia
El 1786, Scipione de'Ricci, bisbe de Pistoia i Prato, demana ajuda a Tamburini per programar un sínode de talant jansenista a la ciutat de Pistoia. Per això comptava amb el suport del Gran Duc de Toscana, Pietro Leopoldo. Tanmateix, les teories de Tamburini i de Ricci, o almenys 85 tesis del sínode, foren condemnades pel papa Pius VI per mitjà de la butlla Auctorem Fidei el 28 d'agost del 1794. El Gran Duc, quan morí el seu germà Josep II, es convertí en l'emperador del Sacre Imperi Romanogermànic, deixant sols els seus protegits, per la qual cosa els religiosos hagueren de fugir. Scipione fou deposat de la seva seu episcopal i Tamburini allunyat de la càtedra de la universitat el 1794.

### Novament docent a Pavia
Malgrat els problemes ocorreguts després de Pistoia, Tamburini fou nomenat per Napoleó Bonaparte com Cavaller de l'Orde de la Corona de Ferro i el 1797 fou readmès a Pavia per ensenyar filosofia moral i dret natural. El mateix any, després de la Revolució de Brescia i la caça dels funcionaris venecians, Tamburini fou convidat a la seva ciutat natal per organitzar un nou liceu republicà. Amb la invasió austrorusa d'Itàlia a començaments del 1799, la Universitat de Pavia i el liceu foren tancats, per la qual cosa hagué de fugir a la casa de camp de Barona, mentre la regió queia sotmesa en la guerra entre francesos i austrorussos.
En acabar les batalles, amb la victòria dels francesos, Tamburini fou readmès a la reoberta universitat, primer com a professor de dret natural i després nomenat director del Col·legi Ghislieri. Guanyant tal fama que àdhuc en el període en què governaren els austríacs des del 1815 continuà en el seu càrrec fins al 1817, quan l'emperador Francesc I d'Àustria el nomenà director i president de la facultat político-legal de la Universitat de Pavia, càrrec que mantingué fins a la seva mort, el 1827.

## Obres
L'obra principal de Pietro Tamburini és la Storia generale dell'Inquisizione, que consta de quatre volums i unes 2.383 pàgines. Fou escrita entre el 1817 i el 1818 com a reacció davant, segons ell, l'incomprensible perdurar de la Inquisició Espanyola en temps de Ferran VII. L'obra fou publicada pòstumament el 1862 i de seguida fou inclosa en l'Index Librorum Prohibitorum.
Resultat del seu pensament jansenista, l'obra es caracteritza per la decisiva polèmica comptar el culte donat al dolor i a la religiositat entesa com a expiació i penitència. Tracta de famosos processos com els de Jacob Sprenger, Malleus Maleficarum i Jacques de Molay, reconstrueix processos celebrats a càrrec de personatges menors, amb la fi d'analitzar les regles de la màquina judiciària de la Inquisició; fa un elenc de procediments i mètodes de tortura també.
A més de la Storia general dell'Inquisizione l'autor té unes quaranta obres editades, de les quals algunes foren traduïdes al castellà, com el llibre Verdadera idea de la Santa Sede, que és una forta defensa de la doctrina conciliarista, on declara que el papa només té un poder ministerial sobre l'Església i no jurisdiccional.
En general les obres de Tamburini són marcadament jansenistes, però malgrat això, tingueren una forta influència sobre bona part del clergat i de la cultura teològica italiana. Hom pot dir que les seves idees tingueren un ample espai en els corrents del catolicisme liberal del segle xix.